# Cá tầm hồ
Cá tầm hồ (Acipenser rubicundus hay Acipenser fulvescens) là một loài cá tầm, theo ý kiến của các nhà ngư học Bắc Mỹ thì loài cá tầm này với cá tầm ở miền đông Bắc Mỹ (Acipenser maculosus?) là một loài, trong những năm gần đây đã trở thành khách thể của ngành công nghiệp lớn và nhiều lợi nhuận tại các khu vực khác nhau trên hồ Michigan và hồ Erie; thịt của nó được hun khói sau khi được lạng thành các mảnh và ngâm nước muối nhẹ; Những phần cắt bỏ (đầu, đuôi v.v) và các phần mỏng còn lại được dùng để nấu lấy dầu; gần như toàn bộ trứng cá muối được chuyển sang châu Âu. Một hãng sản xuất trung bình mỗi năm dùng hết khoảng 10.000-18.000 cá tầm, trung bình mỗi con nặng 23 kg (50 lb). Cá tầm hồ không thể di cư ra biển, trong khi các cá thể phía dưới thác Niagara lại có thể tự do di chuyển ra biển; và hoàn toàn có thể là các con cá thuộc loài này mà người ta nói rằng thu được tại vịnh Tay trên thực tế là đánh bắt được tại khu vực ven biển của Scotland.